# No Remorse No Retreat
No Remorse No Retreat és un grup de música de heavy metal anglès creat el 2007. Les seves cançons tenen una temàtica de víquings i de guerra. Originalment anomenat "No Remorse", es va canviar el nom a No Remorse No Retreat, a causa que un altre grup té el mateix nom. Hi ha cinc membres al grup, però els seus noms encara no han estat revelats.
Tenen dos àlbums d'estudi, To Glory We Ride publicat l'any 2008 i l'últim Warbringer l'any 2009, tots dos amb bona crítica.